# Darío de Jesús Monsalve Mejía

Wappen von Dario de Jesus Monsalve Mejia als Erzbischof von Cali

Darío de Jesús Monsalve Mejía (* 15. März 1948 in Valparaíso) ist ein kolumbianischer Geistlicher und emeritierter römisch-katholischer Erzbischof von Cali.

## Leben
Darío de Jesús Monsalve Mejía empfing am 17. Oktober 1976 die Priesterweihe für das Bistum Jericó.
Papst Johannes Paul II. ernannte ihn am 7. Oktober 1993 zum Titularbischof von Inuca in Mauretania und zum Weihbischof in Medellín. Der Apostolische Nuntius in Kolumbien, Erzbischof Paolo Romeo, spendete ihm am 15. November desselben Jahres in der Kathedrale des Bistums Jericó die Bischofsweihe; Mitkonsekratoren waren Héctor Rueda Hernández, Erzbischof von Medellín, und Augusto Aristizábal Ospina, Bischof von Jericó.
Am 25. Juli 2001 wurde er zum Bischof von Málaga-Soatá ernannt. Am 3. Juni 2010 ernannte ihn Papst Benedikt XVI. zum Koadjutorerzbischof von Cali. Am 1. August desselben Jahres wurde er in das Amt eingeführt. Mit dem Rücktritt Juan Francisco Sarasti Jaramillos CIM folgte er diesem am 18. Mai 2011 im Amt des Erzbischofs von Cali nach.
Papst Franziskus nahm am 8. Dezember 2022 seinen vorzeitigen Rücktritt an.